# Let Me Down Easy (Paolo Nutini)
Let Me Down Easy è un singolo del cantautore britannico Paolo Nutini, pubblicato il 17 giugno 2014 come secondo estratto dal terzo album in studio Caustic Love.
Il brano usa un campionamento dell'omonimo brano di Bettye LaVette.

## Tracce
Download digitale
1. Let Me Down Easy – 3:32